# Biblioteca

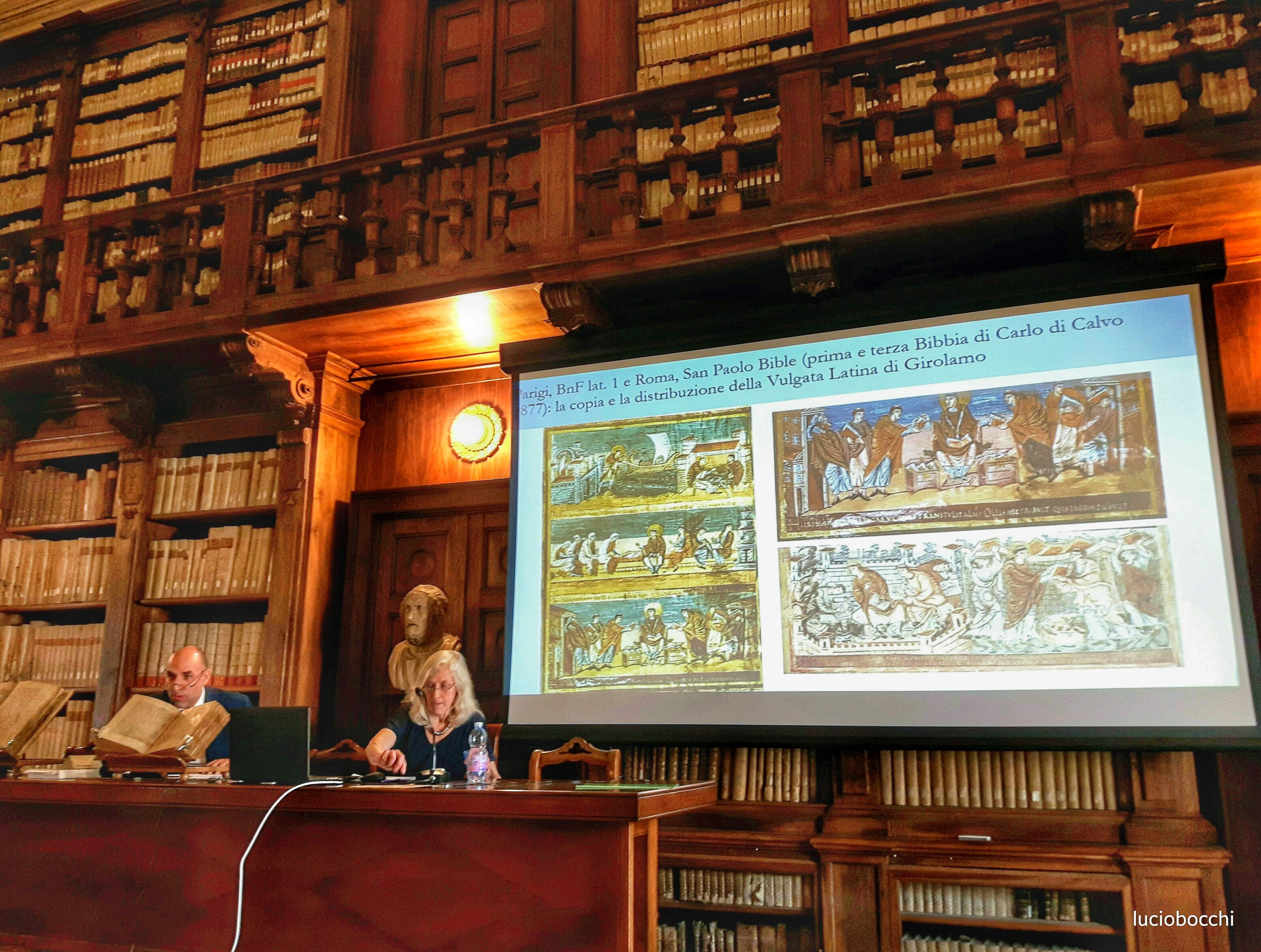
Biblioteca Capitolare di Verona, la più antica al mondo tuttora in attività

Una biblioteca è un luogo, fisico o virtuale, finalizzato alla raccolta e alla conservazione di risorse informative fisiche, come libri, riviste, quotidiani, CD, DVD, o digitali, come ebook, basi di dati, riviste elettroniche.
Si considerano biblioteche tanto le raccolte costituite per uso personale quanto quelle costituite da enti privati e pubblici. Queste ultime, in base alla legge italiana, forniscono un servizio pubblico essenziale.
La biblioteconomia considera parte del "sistema biblioteca" anche i servizi di informazione al pubblico (tipicamente la ricerca bibliografica e l'istruzione all'uso delle raccolte e dei servizi) e, in quanto funzionali alla conservazione e fruizione del patrimonio documentale, anche le attività di gestione della biblioteca purché specifiche (non considera tali, pertanto, le generiche attività amministrative e gestionali se indistinguibili da quelle dell'ente proprietario della biblioteca).

## Etimologia del termine

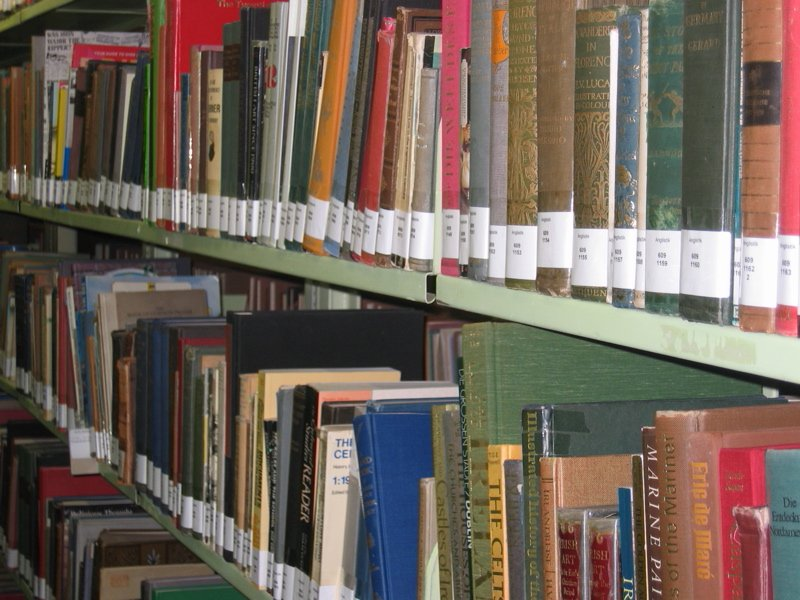
Scaffale di una biblioteca

La parola deriva dal greco βιβλιοθήκη, o βυβλιοθήκη, composto di βιβλίον (biblíon, "libro", "opera") e θήκη (thḗkē, "scrigno", "ripostiglio").
Il termine βιβλίον (biblíon) differisce da βίβλος (bíblos). Βίβλος era il nome dato alla corteccia interna del papiro (βύβλος, býblos), e visto che questo materiale era usato come supporto per la scrittura, in epoca attica la parola βίβλος divenne, per estensione, sinonimo di "libro". Anche Βιβλίον nasce come identificativo della "carta" o della "lettera" su cui si scrive, ma presto tende a diventare sinonimo non solo di "libro scritto", bensì di "opera letteraria", di vero e proprio contenuto di cui il libro è mero contenitore.
È attestata la voce βιβλιοφυλάκιον (bibliofylákion) con il significato di "deposito di libri", "archivio di libri". Dione Crisostomo, nel I secolo d.C., associa alla stessa parola βιβλίον il valore di "biblioteca".
In inglese si usa la parola library derivata dal latino liber (libro) attraverso l'anglo-normanno che sua volta riprende il lemma francese antico librarie. Termine comunque corrispondente all'italiano volgare libraria o all'attuale libreria termine con cui venivano designate dal medioevo al rinascimento le biblioteche. Questa ultima forma talvolta sopravvive nella designazione degli edifici costruiti per ospitare le raccolte di libri (per esempio al Libreria Piccolomini, la Libreria Laurenziana o la Libreria Marciana).

## Classificazione

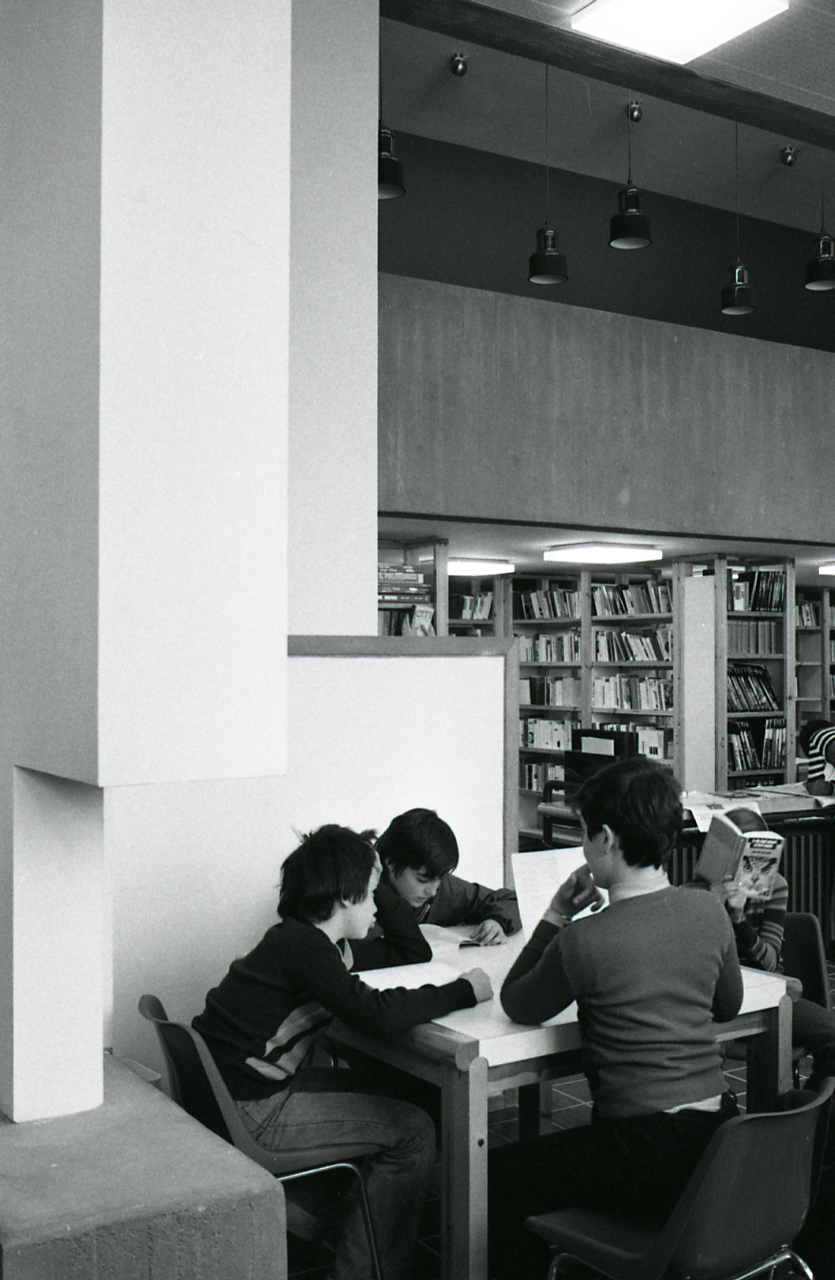
Sala di lettura di una biblioteca di Casalecchio di Reno nel 1976

- Biblioteca statale: biblioteca creata dallo Stato da cui dipende. In molti Paesi, tra cui l'Italia, sono classificate come biblioteche statali le tre tipologie seguenti:
  - Biblioteche nazionali: biblioteche pubbliche che svolgono funzioni di particolare importanza in materia di catalogazione e organizzazione dei servizi bibliografici di un Paese. In ogni nazione è lo Stato che designa le biblioteche che svolgono questo particolare ruolo. Quelle indicate come centrali, hanno inoltre il compito di conservare la produzione libraria e periodica nazionale per diritto di stampa[4];
  - Biblioteche universitarie;
  - Biblioteche annesse ai monumenti nazionali.
- Biblioteca associata: biblioteca che fa parte di un sistema bibliotecario ma conserva autonomia gestionale e amministrativa.
- Biblioteca privata: raccolta libraria sostenuta da fondi privati con accesso pubblico (in alcuni casi l'accesso è riservato ai dipendenti di una società o ai membri di un'organizzazione);
- Biblioteca pubblica: può essere di proprietà statale, regionale o locale, è accessibile a tutti e vede prevalere l'aspetto della fruizione su quello della conservazione. In Italia sono tali, per esempio, le biblioteche comunali;
  - Biblioteca pubblica statale
- Biblioteca comunale: biblioteca creata da un comune per rispondere ai bisogni della popolazione amministrata;
- Biblioteca civica: biblioteca creata da un comune con più di 20.000 abitanti (civitas) per rispondere ai bisogni della popolazione amministrata;
- Biblioteca specializzata: presenta una raccolta di documenti limitata a un determinato ambito (es. biblioteca musicale, biblioteca di storia locale ecc.);
- Biblioteca specialistica: il cui accesso è limitato a determinate categorie di persone (es. biblioteca di dipartimento universitario, biblioteca di centro di ricerca ecc.);
- Biblioteca per ragazzi: raccolta libraria di opere dedicate ai più giovani, inserita in un ambiente adatto a creare un piacevole incontro con la lettura;
- Biblioteca ecclesiastica: biblioteca dipendente da un'autorità ecclesiastica, che la gestisce con i suoi fondi;
- Biblioteca circolante: automezzo attrezzato con una raccolta di libri; può essere utilizzato nelle fiere e nei mercati;
- Biblioteca di ospedale: collocata all'interno di un nosocomio, con lo scopo di provvedere alle esigenze informative del personale sanitario;
- Biblioteca d'istituto: atta a soddisfare le esigenze del personale (docente e discente) di un istituto universitario o di altro ente accademico;
- Biblioteca scolastica : biblioteca degli istituti d'istruzione primaria, secondaria di primo e secondo grado, riservata a studenti, docenti e personale in servizio nella scuola di riferimento.
- Biblioteca di famiglia: raccolta di opere e documenti bibliografici che formano il patrimonio di una famiglia e rappresentano gli interessi dei suoi componenti[5].

## Storia

### Vicino Oriente Antico

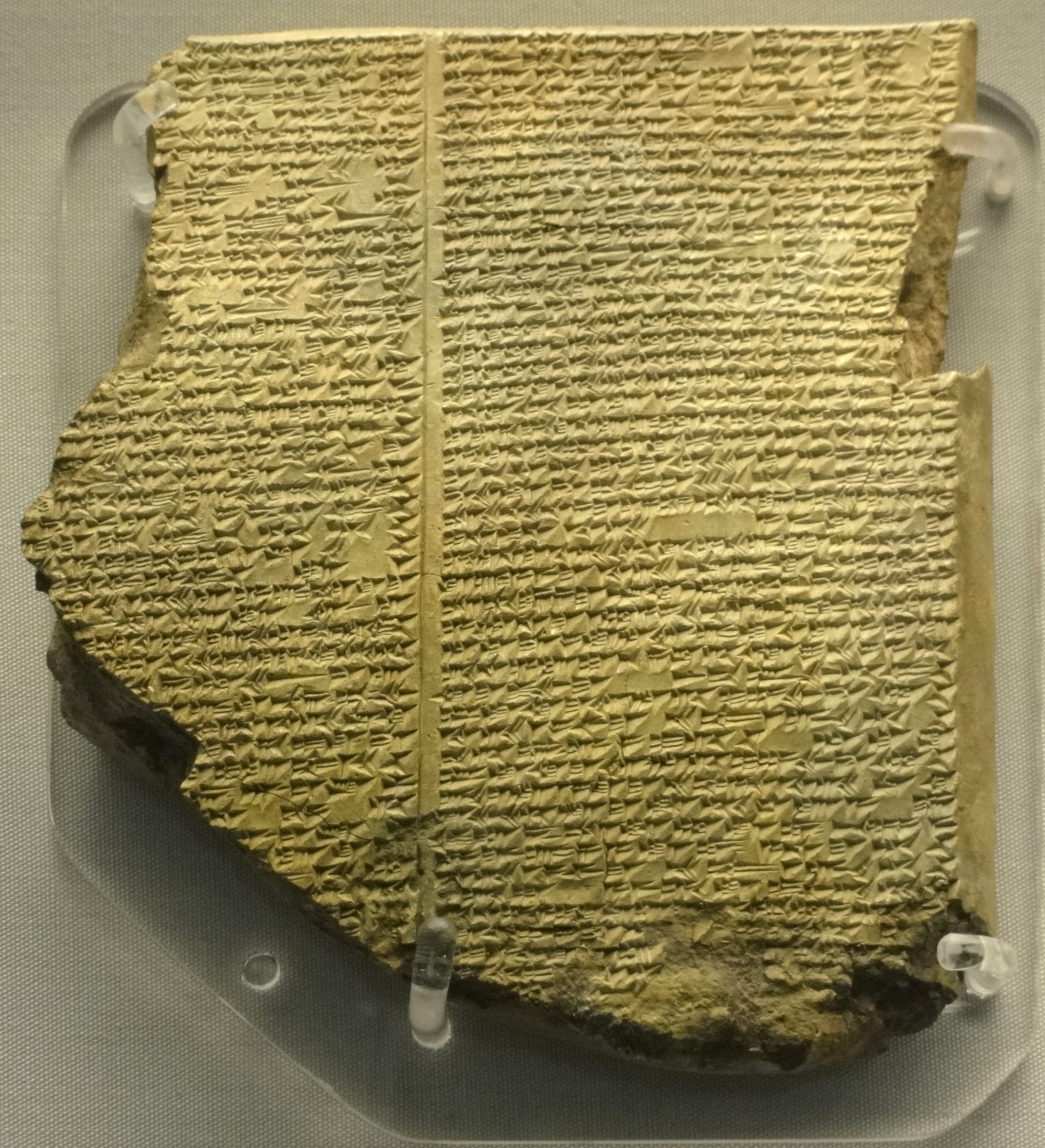
Biblioteca di Assurbanipal, tavoletta del diluvio, conservata al British Museum

L'esistenza di biblioteche nelle città-stato del Vicino Oriente antico è documentata da numerose testimonianze e reperti archeologici. Si tratta in effetti di collezioni di tavolette d'argilla di contenuto vario: per buona parte queste raccolte sono piuttosto degli archivi dal momento che conservano la contabilità dei magazzini regi, testi di legge, atti amministrativi, sentenze giudiziarie, corrispondenza diplomatica. Solo alcuni testi contenuti in queste raccolte possono essere considerati veri e propri libri.
Le più antiche raccolte di tavolette pervenute sono quelle di Ebla (circa 17 000 tavolette) e Lagash (ca 30 000), risalenti alla seconda metà del III millennio a.C..
Al II millennio a.C. risalgono le collezioni di tavolette scoperte a Nippur (ca 30 000), Mari (più di 25 000 tavolette), Ḫattuša, (oltre 30 000), e Ugarit.
A Ninive gli archeologi hanno rinvenuto in una parte del palazzo reale di Assurbanipal 22 000 tavolette d'argilla, corrispondenti alla biblioteca e agli archivi del palazzo del VII secolo a.C.. In questa biblioteca sono state trovate le versioni integrali dei poemi mesopotamici, su cui si basano le odierne edizioni.

### Civiltà greca

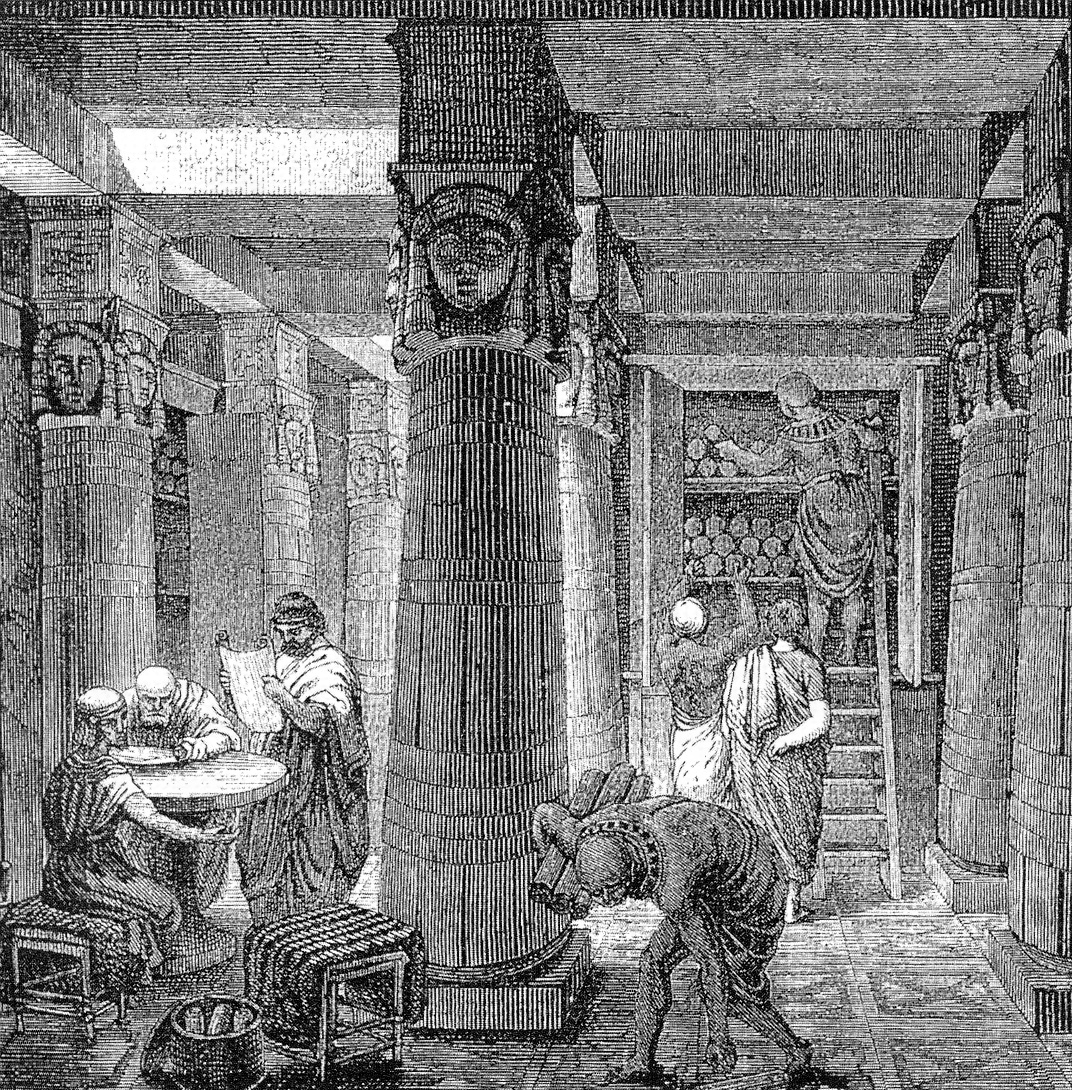
Biblioteca di Alessandria.

Abbiamo notizia di una biblioteca pubblica nell'Atene classica, fondata intorno al 550 a.C. da Pisistrato. Tale informazione è tuttavia contestata dagli studiosi.
Più certa è l'esistenza della raccolta privata del Peripato, spesso chiamata "biblioteca di Aristotele", ma anche su di essa le notizie non sono concordanti.
La più celebre biblioteca dell'antichità è senza dubbio la Biblioteca di Alessandria, in Egitto, creata nel III secolo a.C.: aveva circa 49 000 volumi al tempo di Callimaco e 700 000 al tempo di Giulio Cesare. Le vicende riguardanti il presunto incendio della biblioteca di Alessandria nel 47 a.C. e quello a opera del califfo Omar rimangono dubbie: probabilmente la Biblioteca decadde già durante l'Impero Romano.
L'altra grande biblioteca dell'età ellenistica era quella di Pergamo, fondata da Eumene II con un patrimonio di 200 000 volumi.
La biblioteca di Alessandria e quella di Pergamo furono istituzioni rivali per secoli. Oltre a esse vi erano biblioteche di media rilevanza come quelle attestate ad Atene, Rodi e Antiochia.

### Impero romano

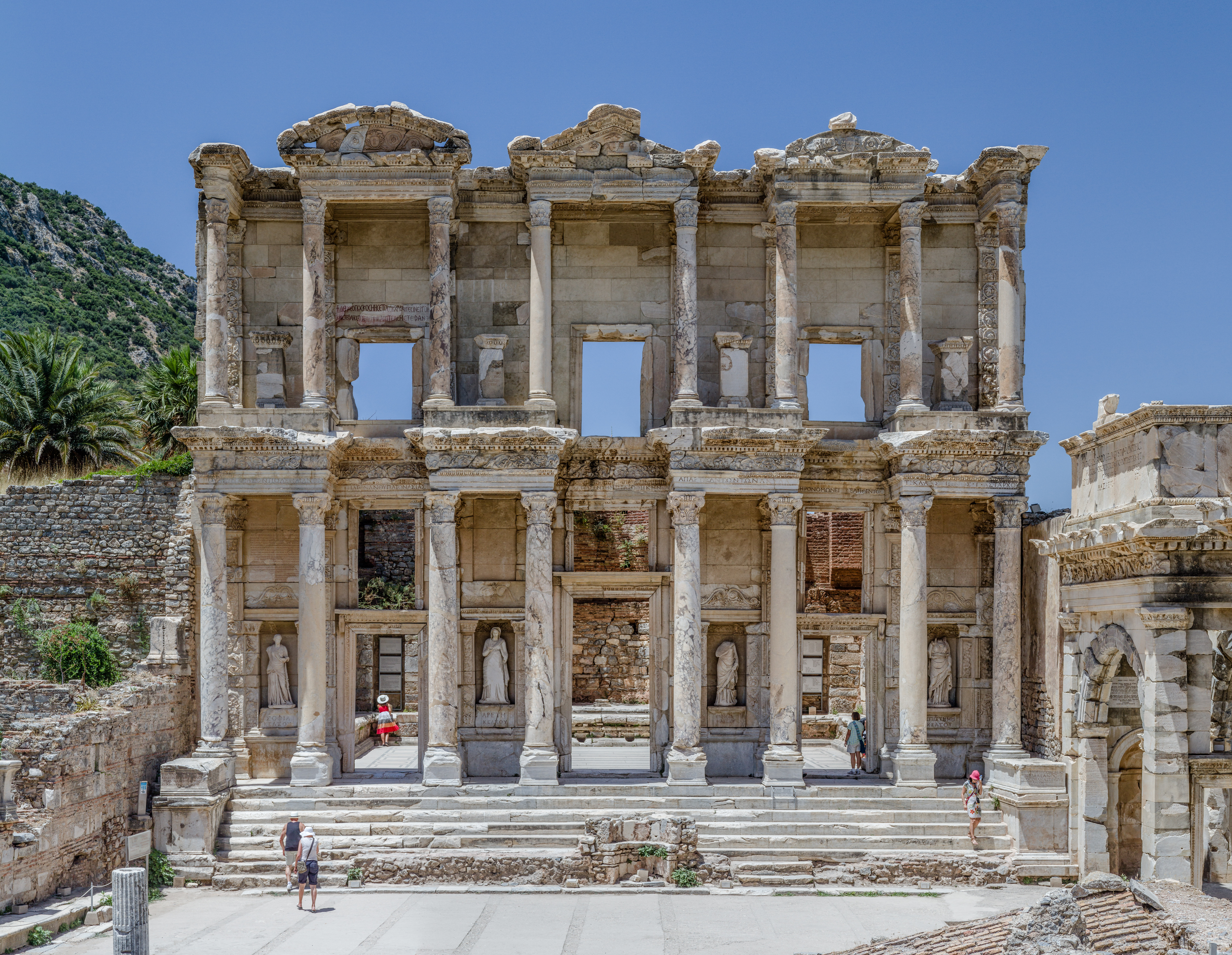
La facciata della biblioteca di Celso a Efeso

Anche a Roma esistevano grandi biblioteche, inizialmente private, come quelle famose di Attico e di Lucullo. La prima biblioteca pubblica fu quella istituita sull'Aventino da Asinio Pollione nel 39 a.C. Successivamente, in età augustea, furono fondate quelle presso il Portico di Ottavia vicino al Teatro di Marcello e quella nel Tempio di Apollo Palatino. Traiano fondò la Biblioteca Ulpia presso il foro che portava il suo nome. Altre biblioteche furono fondate e come effetto di ciò, durante il periodo imperiale, il numero delle biblioteche pubbliche a Roma passò dalle 3 del I secolo alle 28 attestate nel 377.
In altre città dell'Impero furono fondate biblioteche provinciali, come la biblioteca di Celso a Efeso; due biblioteche furono fondate ad Atene, una a Cartagine. Inoltre continuavano a esistere le biblioteche di Alessandria e Pergamo.
Con l'affermarsi del Cristianesimo nella Tarda Antichità vennero fondate biblioteche specificamente dedicate alla letteratura cristiana, fra le quali la più importante fu quella del Didaskalaeion di Cesarea, fondata nel III secolo e probabilmente chiusa con la conquista araba della città nel 638.

### Medioevo
La crisi che pervase il mondo occidentale dopo la caduta dell'impero romano interessò anche le biblioteche. 

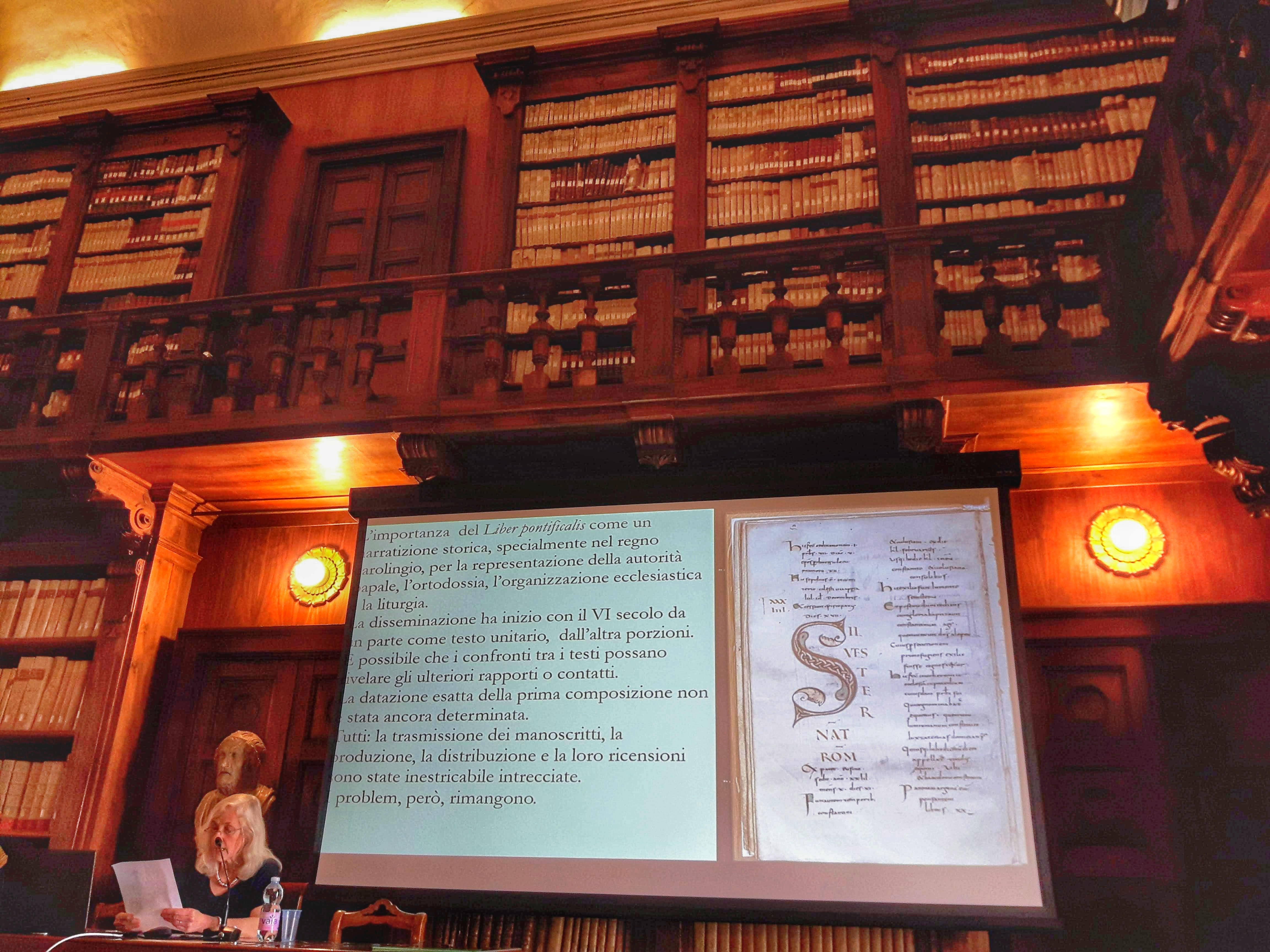
Biblioteca Capitolare di Verona

La prime testimonianze medievali di nuove biblioteche riguardano quelle create nel 550 da Cassiodoro nel Vivarium di Squillace in Calabria e la Biblioteca Capitolare di Verona.

#### Verona
La Biblioteca Capitolare di Verona, anche chiamata "La Capitolare", è l'esempio di biblioteca più antica al mondo tutt'ora in attività. 
La fondazione della biblioteca risale al V secolo come emanazione dello Scriptorium della Schola majoris Ecclesiae, ovvero di quell'officina libraria dove venivano redatti e composti libri su pergamena dai Canonici del Capitolo della Cattedrale, necessari successivamente per l'istruzione dei futuri sacerdoti. 
Uno di questi sacerdoti, Ursicino, che aveva l'ordine minore di Lettore, dopo aver terminato di trascrivere la Vita Sancti Martini, opera di Sulpicio Severo, e la Vita dell'eremita tebaico san Paolo, composta da san Girolamo, alla conclusione del cosiddetto codice di Ursicino dichiara di aver completato il proprio lavoro il 1º agosto 517. 
Si tratta di un documento importante in quanto presenta, già ai primi anni del VI secolo, una struttura gerarchica ben organizzata all'interno dello Scriptorium. Tuttavia la presenza di codici ancora più antichi, ad esempio il De Civitate Dei di Agostino e le Institutiones di Gaio (unico al mondo), fanno risalire la fondazione della biblioteca almeno al secolo precedente. 

### Impero bizantino e Vicino Oriente cristiano
Nel Mediterraneo orientale, invece, le biblioteche continuavano a fiorire, innanzitutto la Biblioteca Imperiale o Palatina di Costantinopoli, fondata nel 357 da Costante II. Poi vi erano le biblioteche patriarcali, specializzate in testi cristiani, e anche in questo ambito quella di Costantinopoli era la più importante. Infine c'erano le biblioteche monastiche, le più importanti delle quali sono quelle del monastero di Santa Caterina del Monte Sinai e quelle dei monasteri del Monte Athos. Queste biblioteche monastiche sono sopravvissute fino al ventunesimo secolo e costituiscono un'importante fonte per la conoscenza delle Sacre Scritture.

### Mondo islamico
Nel mondo islamico, il califfo abbaside al-Maʾmūn fondò nel IX secolo a Baghdad la Bayt al-Ḥikma ("Casa della sapienza"), la cui biblioteca raggiunse, al momento della sua massima acme, la cifra sbalorditiva per l'epoca di quasi mezzo milione di volumi.
Nel secolo successivo, i califfi omayyadi di Cordova - e nella fattispecie al-Ḥakam II - raccolsero nel loro palazzo una biblioteca di circa 400 000 volumi: lo stesso numero della biblioteca della biblioteca dal governatore di Almería.
Nel 1005 il califfo fatimide al-Ḥākim fondò al Cairo la Dār al-Ḥikma ("Casa della conoscenza"), di ispirazione ismailita, che contava almeno 600 000 volumi.
Ogni città del Maghreb e del Mashreq aveva una sua biblioteca, più o meno fornita, arricchita dalla munificenza dei regnanti e da donazioni eseguite nello spirito che animava e regolamentava le fondazioni pie e che condusse anche all'istituzione di numerosissime scuole finalizzate all'insegnamento della lettura e della scrittura. Assai consistenti erano per esempio le biblioteche istituite a Baghdad dal sovrano buwayhide ʿAḍud al-Dawla e a Tashkent (allora al-Shash) dal Sultano samanide Nūḥ b. Manṣūr. Di minore, ma non per questo trascurabile, rilevanza era la biblioteca yemenita dei Rasulidi che, nel XIII secolo poteva annoverare circa 100 000 volumi manoscritti. mentre in Iraq la biblioteca Ḥaydariyya nella moschea principale di Najaf aveva da 40 000 a 400 000 libri. e ad Amad (Diyarbakir), la cifra raggiungeva nel 1183 lo strabiliante numero di 1 040 000 manoscritti.

### Occidente cristiano

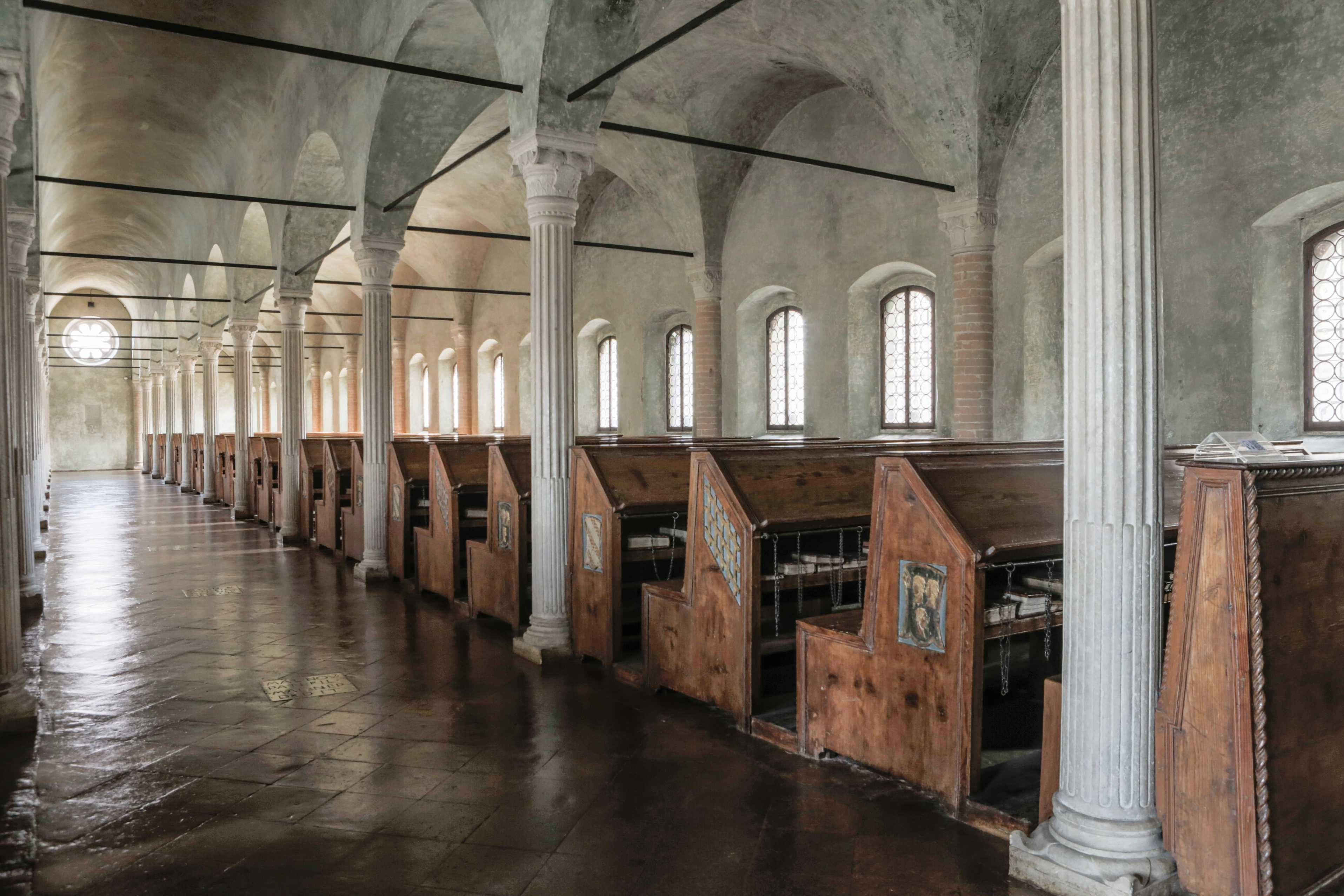
L'Aula del Nuti della Biblioteca Malatestiana di Cesena

La formazione di grandi raccolte librarie riprese in Occidente a partire dalla fine del VI e VII secolo con la fondazione dei monasteri reali e poi imperiali da parte dei monaci di scuola irlandese, che avevano introdotto le biblioteche con i codici di pergamena, presso i Franchi ed in Italia presso i Longobardi grazie alla propulsione evangelizzatrice dell'abate irlandese san Colombano, ed in seguito con la rinascita carolingia (VIII-IX secolo) si diffusero grazie soprattutto all'espansione dei monasteri benedettini.

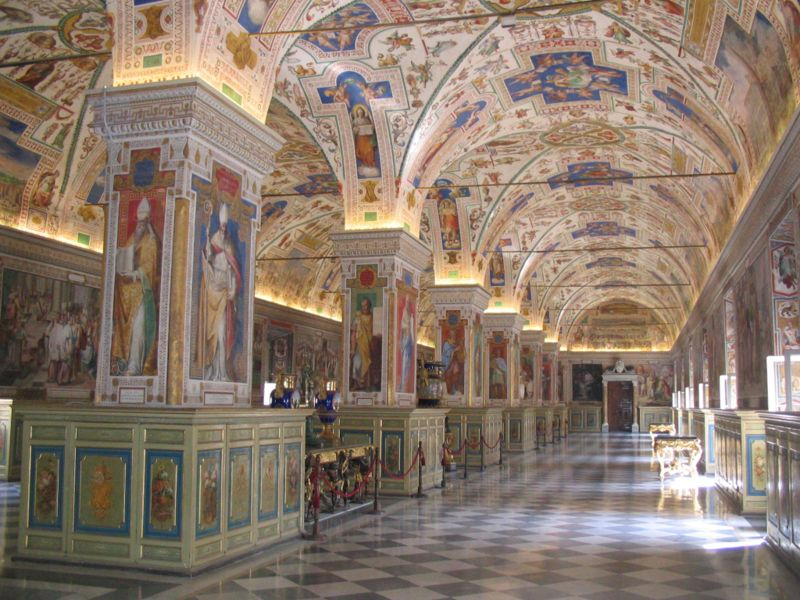
La Biblioteca Apostolica Vaticana, tra le più antiche al mondo, contiene una delle più significative raccolte di volumi.

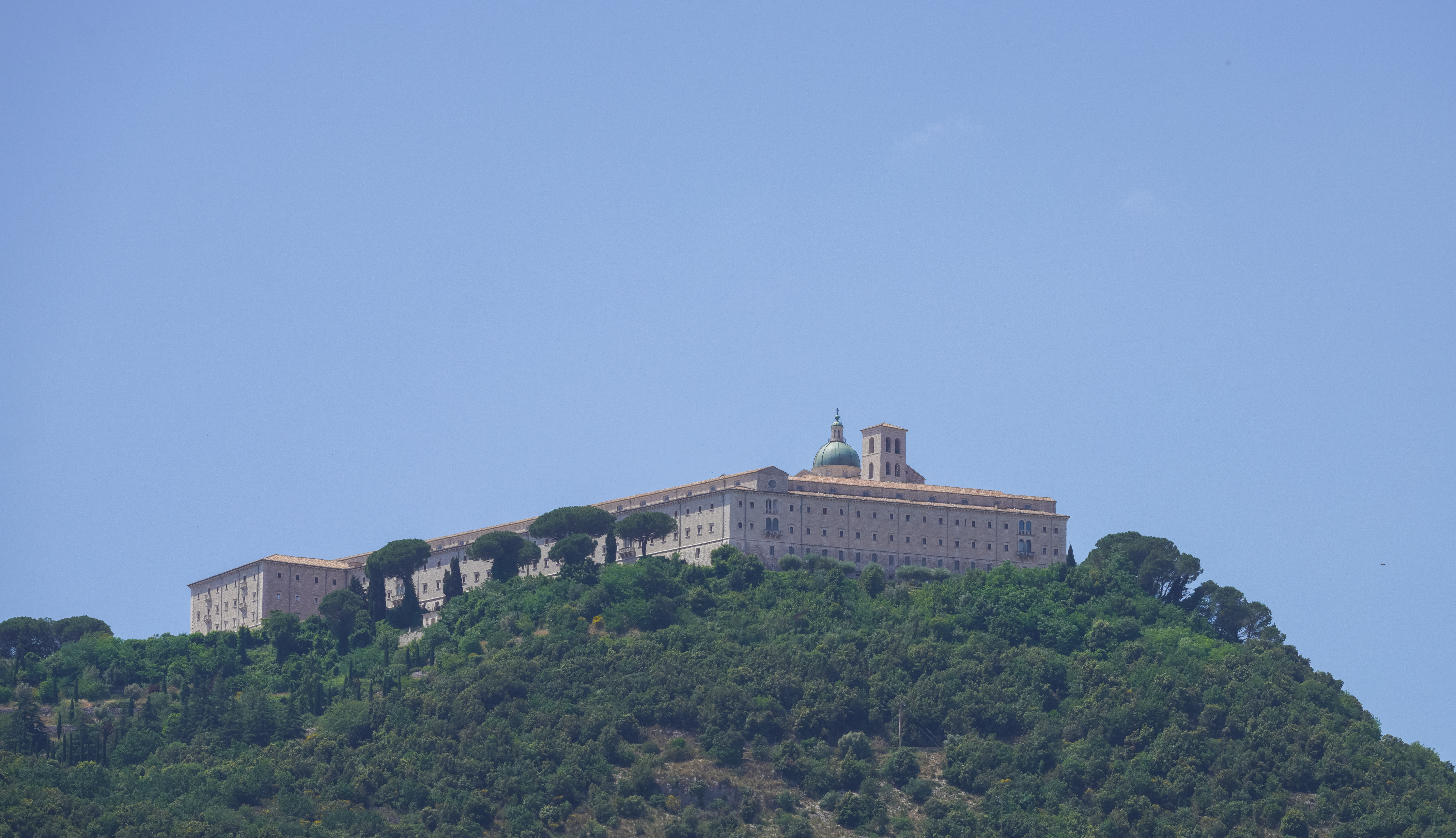
L'abbazia di Montecassino

I monaci impiegavano molto del loro tempo negli scriptoria, laboratori di copiatura dei manoscritti associati alle biblioteche monastiche ed alle scuole monastiche e laiche. Tra le raccolte librarie più importanti per l'epoca sono da menzionare quella dell'Abbazia di San Gallo attiva fin dalla fondazione all'inizio del VII secolo, dell'Abbazia di Montecassino attiva a partire dalla metà dell'VIII secolo e quella dell'Abbazia di Cîteaux dall'XI secolo. Questo lavoro ha permesso la trasmissione di opere antiche che altrimenti si sarebbero irrimediabilmente perse.
Dall'XI secolo la costituzione di scuole collegate ai vescovati diede un forte impulso alla creazione di biblioteche capitolari, come quelle di Lucca e di Verona.
Un altro incremento delle biblioteche si ebbe dal XII secolo con l'organizzazione delle prime università, per esempio a Bologna e a Parigi, con la costituzione delle prime biblioteche adibite allo studio.
La diffusione dei libri miniati fu uno stimolo notevole alla creazione di raccolte librarie presso le corti europee, come la biblioteca di Luigi IX.

### Rinascimento

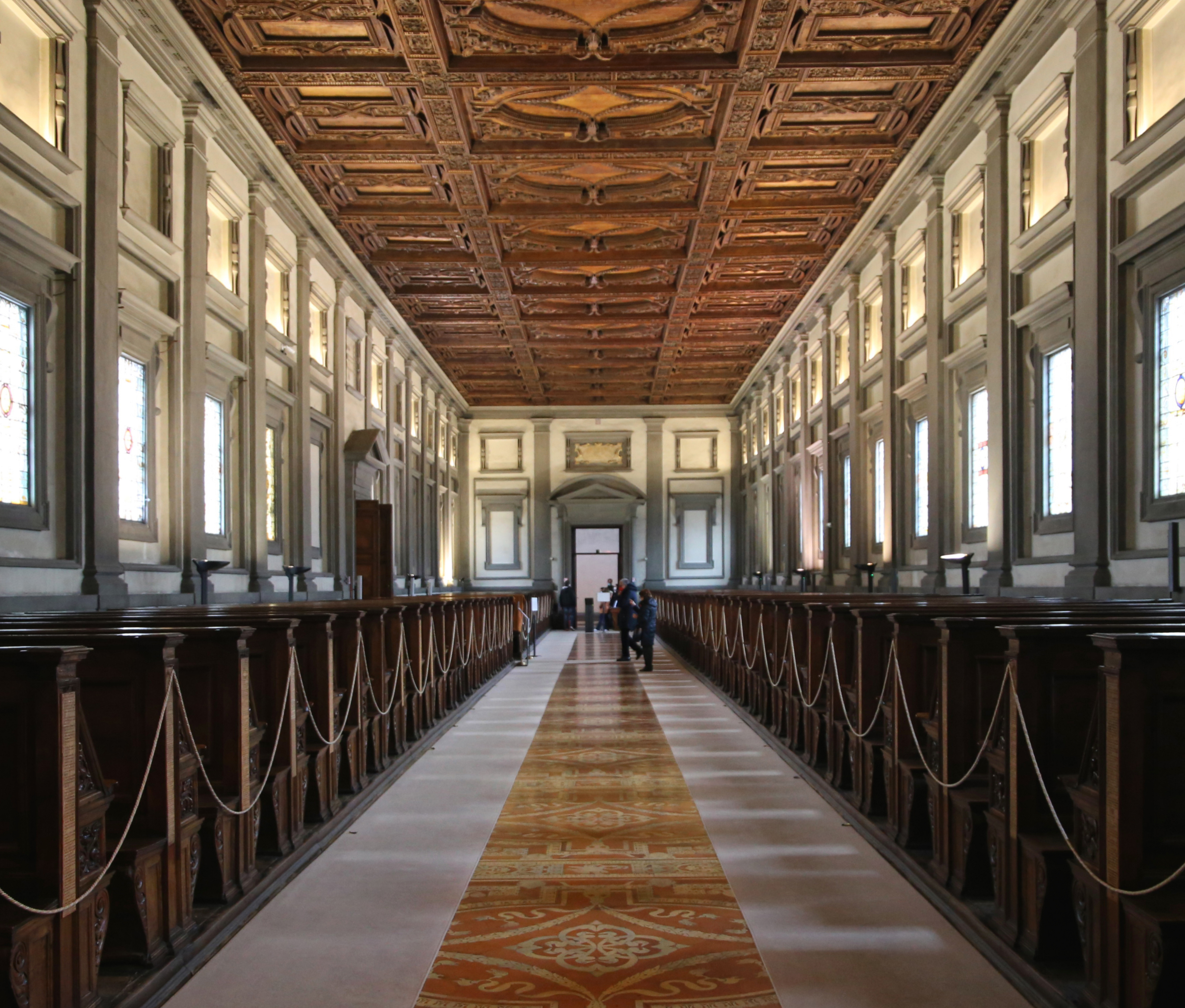
Biblioteca Medicea Laurenziana, interno.

Il Rinascimento fu l'epoca determinante per la nascita delle biblioteche in senso moderno. Un importante impulso a tale cambiamento fu dato dallo spirito umanistico che, patrocinato dai vari signori rinascimentali, fece nascere le prime biblioteche "laiche", come quella Viscontea-Sforzesca (originariamente conservata nel castello di Pavia e portata in Francia da Luigi XII nel 1500), la Malatestiana di Cesena, la Estense a Ferrara (poi trasferita a Modena), la Gonzaghesca a Mantova, la Laurenziana di Firenze, la Marciana di Venezia. Il fenomeno coinvolge anche alcuni centri, demograficamente più piccoli, ma culturalmente assai vivaci: nel 1468, ad esempio, il comune di Sansepolcro ipotizza la creazione di una biblioteca pubblica, senza però riuscirci forse per problemi economici.
Accanto alle biblioteche "laiche" si svilupparono anche biblioteche ecclesiastiche. La più importante di esse è certamente la Biblioteca Apostolica Vaticana, fondata da papa Sisto IV nel 1475. Anche la Marciana nacque da una raccolta ecclesiastica, quella del Cardinal Bessarione. Infine, il Cardinal Federico Borromeo fondò la Biblioteca Ambrosiana di Milano.
Determinante per la nascita di grandi biblioteche fu l'invenzione della stampa, che verso la fine del XV secolo moltiplicò il numero e la disponibilità dei volumi, in quanto ridusse il costo della produzione libraria. Il maggior pregio delle biblioteche rinascimentali rimane, tuttavia, il numero e l'importanza dei manoscritti di opere greche, latine e paleocristiane, che esse conservano.
Fuori d'Italia le più importanti biblioteche rinascimentali furono la Biblioteca Palatina di Heidelberg e la Biblioteca Corviniana di Budapest, poi smembrate.

### Età moderna

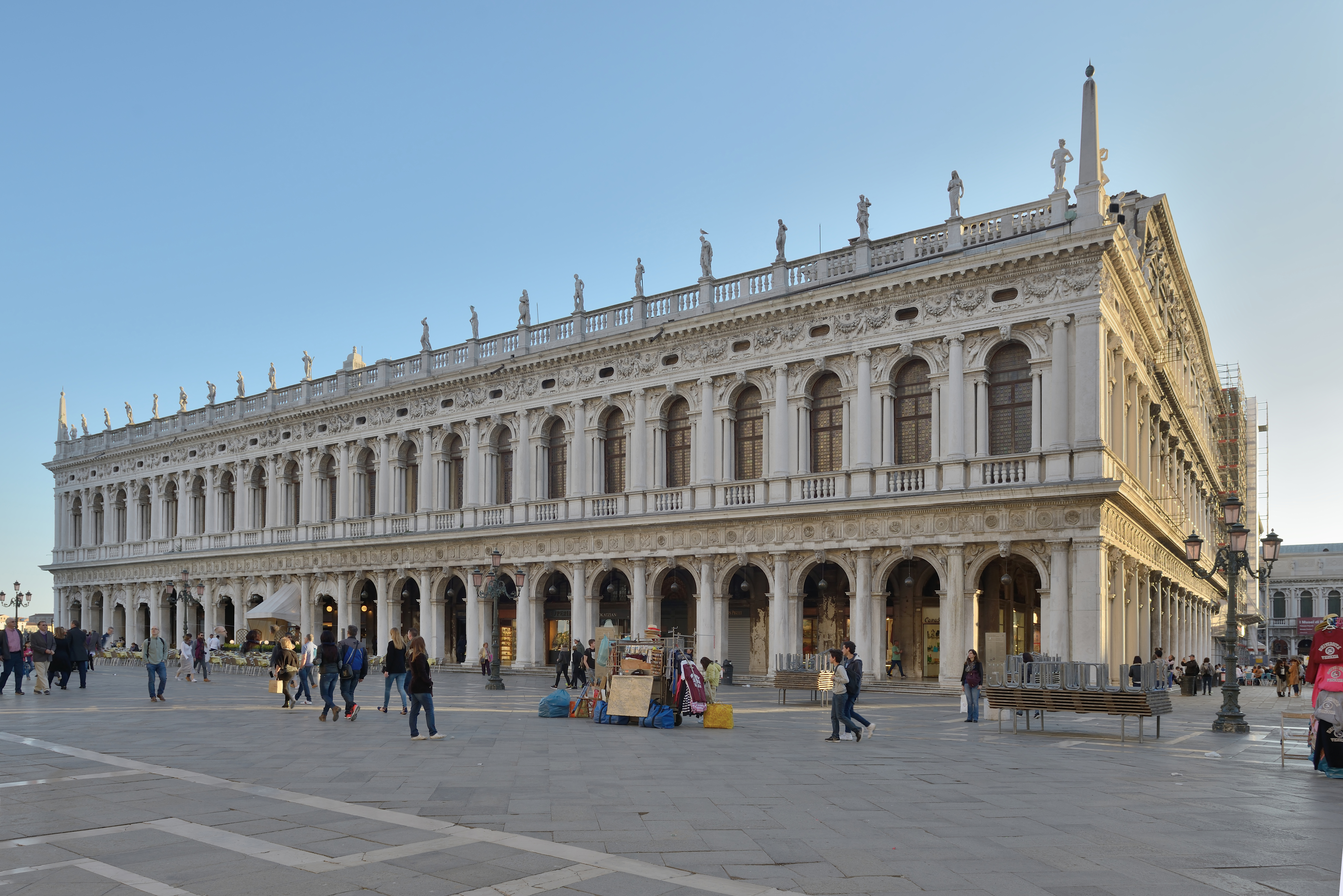
Biblioteca nazionale Marciana

Nel XVI secolo la diffusione delle prime case editrici, soprattutto a Venezia, ad Amsterdam, a Lione, a Lipsia, favorì la circolazione degli esemplari delle opere in tutta Europa e quindi la loro raccolta nelle biblioteche. 
Nel 1500, infatti, Venezia era un importante centro editoriale e si stampava circa la metà dei libri pubblicati in tutta Europa. Questo periodo rappresenta un'epoca d'oro per la città, che diventa la capitale europea dell'editoria. 
La prima proposta per istituire una "pubblica libreria" a Venezia fu avanzata nel 1362 da Francesco Petrarca, che non riuscì tuttavia a realizzare il progetto. Alla sua morte, lasciò la sua biblioteca personale presumibilmente ai Da Carrara, signori di Padova. Il primo nucleo della biblioteca è costituito dalla donazione che il cardinal Bessarione fece il 31 maggio 1468 alla Repubblica di Venezia "ad communem hominum utilitatem" (per il bene comune degli uomini): 746 codici, di cui 482 in greco e 246 in latino, cui si aggiunsero successivamente altri 250 manoscritti dopo la morte del donatore.
Nel Seicento si assiste, nel resto della penisola, alla nascita delle biblioteche pubbliche, come la Biblioteca Universitaria di Padova, la Biblioteca Angelica di Roma, la Biblioteca Ambrosiana di Milano, la Biblioteca Bodleiana di Oxford e quella della Università di Cambridge.

Vi erano poi importanti collezioni private di personaggi famosi, come Mazzarino e Richelieu, alla morte dei quali le raccolte confluivano nelle biblioteche pubbliche.
A partire dal 1660 si svilupparono le grandi biblioteche nazionali delle monarchie europee, come la Staatsbibliothek zu Berlin (1661), la Biblioteca nazionale di Francia di Parigi (1692), la Biblioteca Nazionale Austriaca di Vienna (1722), la British Museum Library di Londra (1753) e la Biblioteca Nazionale Russa di San Pietroburgo (1795).

### Età contemporanea
Lo sviluppo delle biblioteche si intensifica verso la fine del XVIII secolo e per tutto il XIX secolo, anche per il trasferimento delle collezioni private nelle strutture pubbliche.
Nel 1800 viene fondata la Library of Congress di Washington.
Ma è a partire dal XX secolo, con la nascita della scienza biblioteconomica, che le biblioteche conoscono una radicale trasformazione, dovuta da una parte al miglioramento dei cataloghi, alla Classificazione della Library of Congress diffusa in tutti gli Stati Uniti, e all'impulso alla classificazione delle opere, grazie ai contributi di Melvil Dewey (vedi Classificazione decimale Dewey) e di Eugène Morel, e dall'altra alla spinta data alla formazione professionale dei bibliotecari, accompagnata da una più intensa cooperazione tra le biblioteche. In questo periodo si assiste anche alla diversificazione delle attività bibliotecarie, mediante l'organizzazione di mostre, incontri di lettura e conferenze e il miglioramento dei servizi offerti agli utenti.
Lo sviluppo delle biblioteche pubbliche si intensifica in Italia a partire dagli anni 1970, in relazione alla legge n.382/1975 sull'ordinamento delle Regioni che, in attuazione dell'articolo 117 della Costituzione, trasferiva alle Regioni le competenze sulle biblioteche di ente locale e sullo sviluppo della scuola dell'obbligo e della scolarizzazione.
Dagli anni 1980 si assiste a un crescente sviluppo dell'utilizzo del computer per l'informatizzazione dei cataloghi e per la gestione del prestito; oltre ai software gestiti su mainframe la diffusione dei pc favorisce l'automazione di piccole biblioteche. Con lo sviluppo di Internet alla fine degli anni 1990, il servizio si estende anche alla messa a disposizione degli utenti di selezioni tematiche di siti web di qualità e a molte iniziative di alfabetizzazione su Internet per gli utenti. E successivamente all'avvento della biblioteca digitale.

## Normativa italiana
In Italia il Codice dei beni culturali del 2004, all'articolo 101, definisce:
"«biblioteca», una struttura permanente che raccoglie e conserva un insieme organizzato di libri, materiali e informazioni, comunque editi o pubblicati su qualunque supporto, e ne assicura la consultazione al fine di promuovere la lettura e lo studio;".
Sui ritardi nell'applicazione della normativa per la promozione e la valorizzazione dei Libro-bene-culturale, e sul conseguente difficile accesso al nostro patrimonio librario "conservato" nelle biblioteche pubbliche antiche o di qualsiasi altro "tipo", vedi la raccolta ragionata di brani "fruizione negata".
Con il termine "letteratura grigia" si intende tutto il materiale ritenuto effimero ed escluso dalla catalogazione OPAC, e dalla presenza stessa in biblioteca: rapporti, tesi, opuscoli divulgativi, giornali cosiddetti house organ di una qualche comunità (scolastici, sindacali, di partito, aziendali, ecclesiali), a volte particolarmente curati nella veste grafica e importanti fonti primarie storiche e informative.
I record bibliografici sono tradizionalmente pubblici e non coperti dal diritto d'autore.

## Altri metodi di diffusione

### Biblioteche itineranti

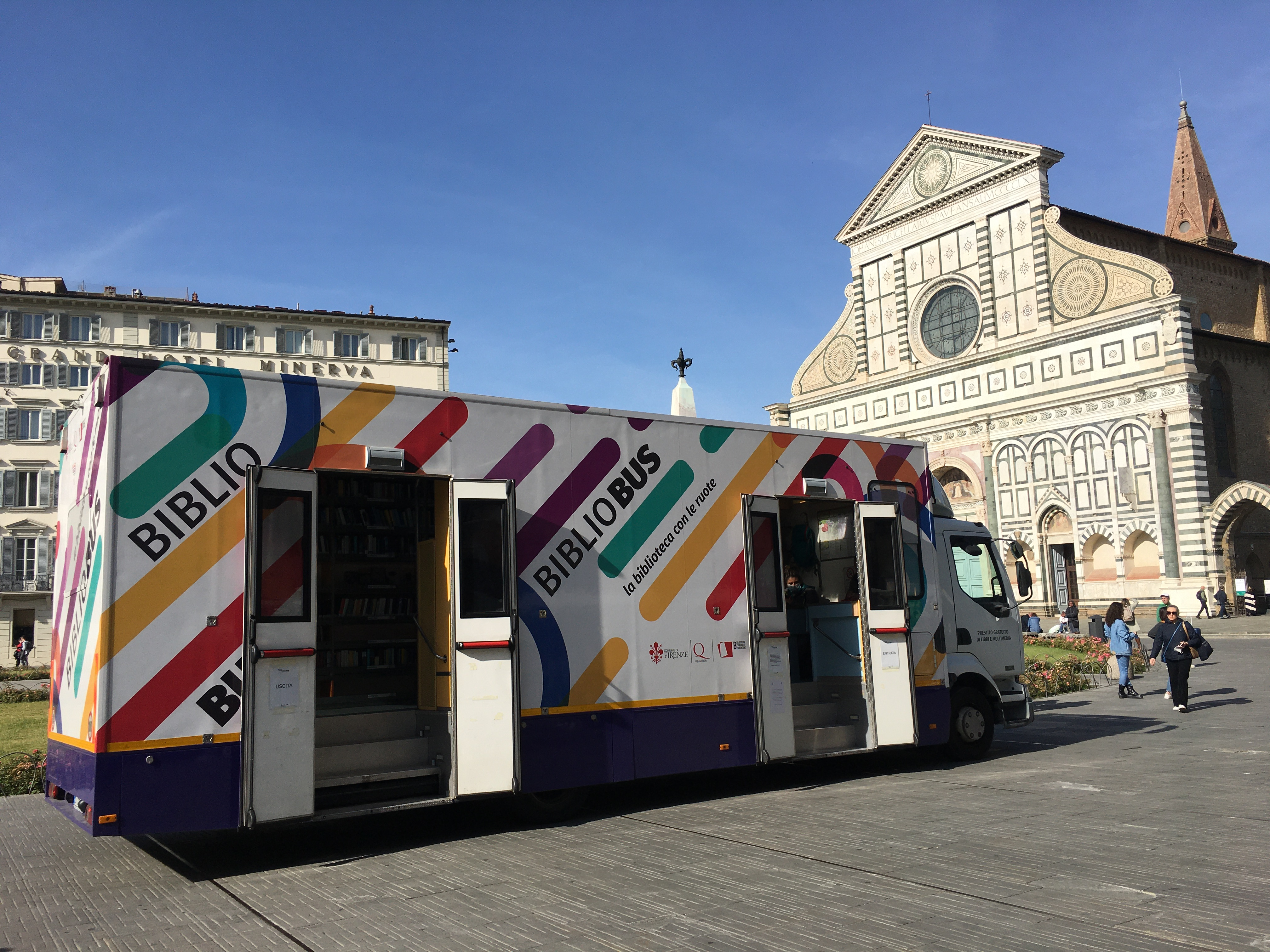
Bibliobus a Firenze

Le biblioteche mobili o itineranti hanno il compito di diffondere la cultura attraverso mezzi di trasporto quali autobus, motocarri, asini e cammelli in zone remote o in comunità estranee alla vita cittadina.

### Bookcrossing

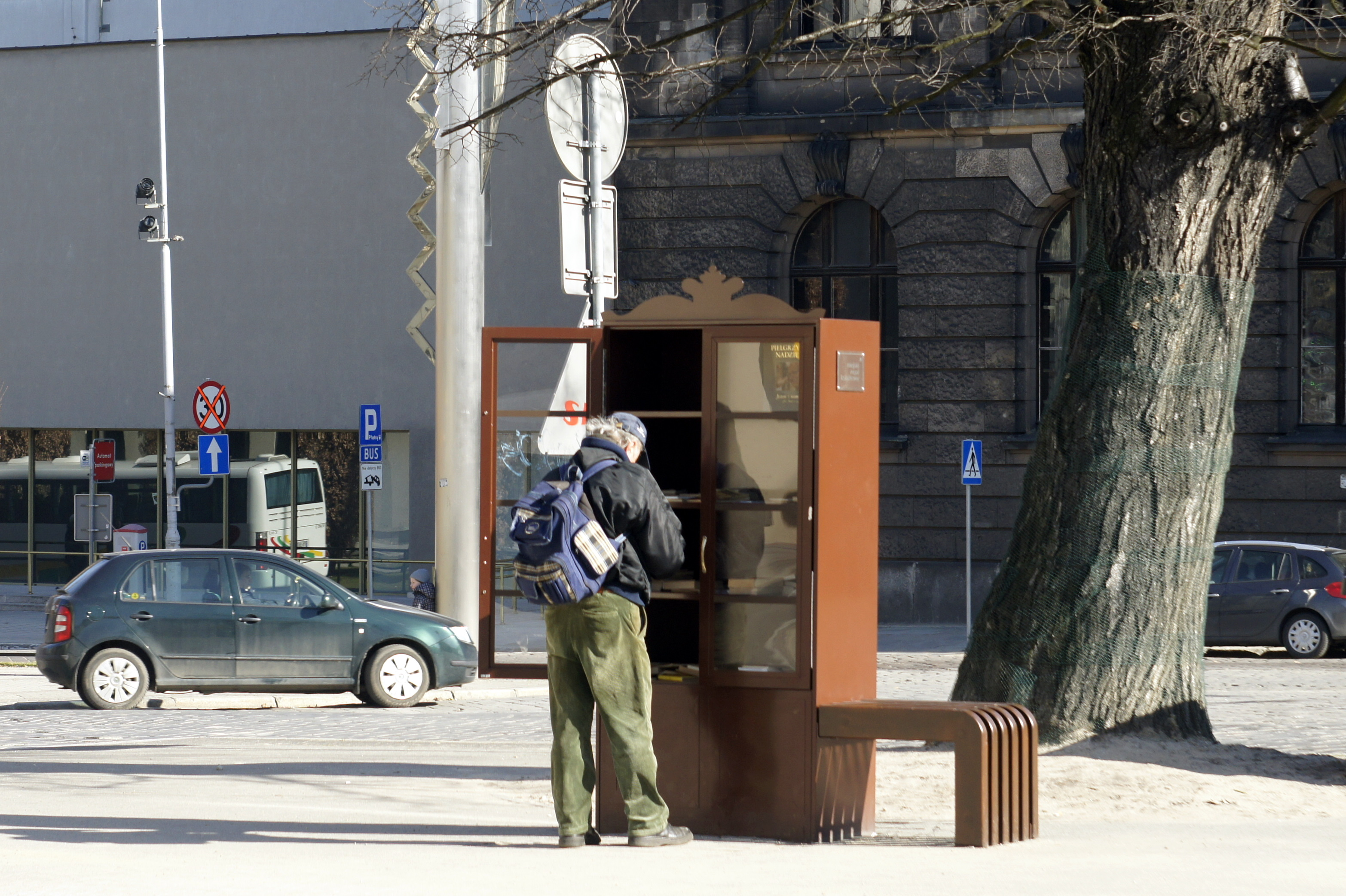
Bookcrossing a Poznań.

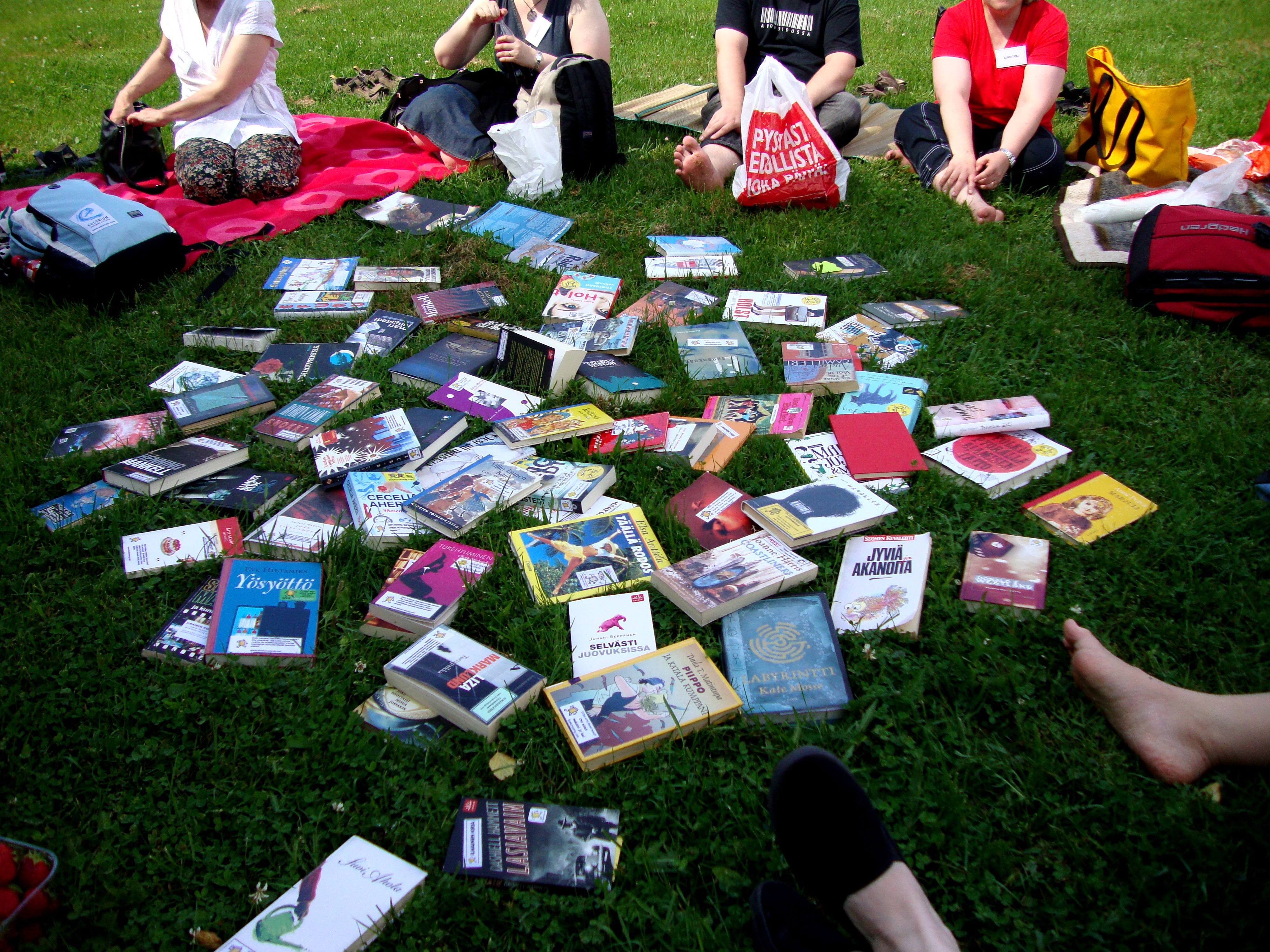
Bookcrossing picnic in Finlandia

Nel 2001 Ron Hornbaker, prendendo spunto dal sito "Where's George?" - Official Currency Tracking Project, che tracciava il percorso delle banconote attraverso il loro numero di serie, crea un sistema simile in grado di segnalare il percorso intrapreso da quei libri lasciati in giro dai lettori dando vita al fenomeno del bookcrossing. Questo fenomeno, che ha preso sempre più piede sia in Italia che nel resto del Mondo, però, implica delle tempistiche di scambio completamente diverse rispetto a quelle di prestito in una biblioteca pubblica dal momento che variano da lettore in lettore.

### Bibliomètro
Qualche anno più tardi, in Spagna il sistema bibliotecario ha cercato di avvicinarsi il più possibile ai lettori creando, in alcune città, grazie al Piano Regionale della Promozione sulla Lettura la Bibliomètro. Sviluppata a Madrid nel 2005 la Bibliometro consiste in un grande distributore di libri collocato all'interno di alcune stazioni metropolitane della città spagnola e ha come obiettivo quello di migliorare e consolidare l'abitudine alla lettura continuando a sfruttare i principi dei servizi di libertà e di gratuità per tutti i cittadini di cui la biblioteca pubblica dispone. La collezione dei materiali viene rinnovata ogni anno a seconda delle scelte dei lettori e dal rendimento del catalogo. Il prestito dei libri è di 15 giorni e può essere rinnovato per altri 15 utilizzando le tessere della rete bibliotecaria della Comunità di Madrid.

### Biblioteche condominiali
Qualche anno più tardi si è pensato di ricreare le biblioteche negli spazi comuni degli edifici residenziali da parte dei condòmini e, infatti, prendono il nome di biblioteche condominiali. Si tratta di biblioteche che vogliono rimanere legate al loro ambito condominiale, ma preferiscono aprirsi a un pubblico più ampio che coinvolga il vicinato o l'intero quartiere. Nonostante sia un fenomeno poco conosciuto ha avuto modo di diffondersi, oltre che in Italia, anche in Spagna e negli Stati Uniti d'America. In quest'ultimo caso le biblioteche condominiali sono state inserite all'interno di spazio di lusso molto curati, in cui la biblioteca è concepita come un rifugio e le cui collezioni si arricchiscono grazie al contributo dei residenti, al book club mensile e ad altre attività dedicate ai più grandi e ai più piccoli. In Spagna vengono chiamate bibliotecas vecinales o biblioteche di quartiere proprio perché sono accessibili quasi esclusivamente alle persone che abitano nella stessa zona e sono create da Associazioni di quartiere che cercano di migliorare la qualità di vita dei concittadini. In Italia, invece, si sono create quasi per caso a partire dal 2014 sia grazie alla collaborazione dei condòmini che hanno regalato libri doppi, non graditi e già letti come è avvenuto a Roma con la biblioteca "Al cortile" fondata da Loredana Grassi sia in seguito al ritrovamento di alcuni libri nel cassonetto della spazzatura come è accaduto a Milano in Via Rembrandt 12 ideata dal signor Mario Mura e dal signor Roberto Chiappella e sistemata all'interno della portineria ormai in disuso. La biblioteca condominiale di Milano è compresa a tutti gli effetti tra i servizi del Sistema Bibliotecario Milanese insieme a molte altre realtà nate negli anni successivi.

## Primati
- La più vasta biblioteca del mondo è la Biblioteca del Congresso degli Stati Uniti, contenente oltre 128 milioni di libri.[35]
- La più grande biblioteca italiana e una delle maggiori europee è la Biblioteca Nazionale Centrale di Firenze;[36]
- Il Paese con il maggiore numero di biblioteche è la Russia, circa 65.000 biblioteche pubbliche;[senza fonte]
- Il Paese con il maggiore numero di biblioteche antiche è l'Italia, che ha ventuno biblioteche del XII e XIV secolo. Seconda la Francia, con diciotto biblioteche del XII e XIV secolo;[senza fonte]
- Il Paese con il maggiore numero di iscritti alle biblioteche rispetto alla popolazione: è la Finlandia, dove circa la metà della popolazione è registrata come utente di biblioteca;[senza fonte]
- La biblioteca più affollata del mondo: è la New York Public Library, negli USA, che accoglie, ogni anno, dieci milioni di visitatori e ha oltre tre milioni di membri registrati.[senza fonte]
- Biblioteche con dormitorio (residential libraries): la più grande è in Galles, la Gladstone's Library, a Hawarden, fondata nel 1895; ospita, tra le sue mura, anche un ostello per gli utenti.[37]
- La prima biblioteca digitale: è quella del Progetto Gutenberg, avviato nel 1971 da Michael Hart a Salt Lake City (USA). A gennaio 2011 il suo patrimonio digitale consiste in 33 000 libri.[senza fonte]
- La Biblioteca Malatestiana di Cesena detiene due primati assoluti: è stata la prima biblioteca civica italiana[38] e d'Europa[39]; è l'unico esempio di biblioteca monastica medievale perfettamente conservata nell'edificio, negli arredi e nella dotazione libraria.[40]
- La biblioteca Rudy di Monowi (Nebraska, Stati Uniti d'America), composta da 5.000 volumi, è probabilmente la biblioteca pubblica del più piccolo comune, composto infatti da un'unica abitante, al tempo stesso sindaco, amministratrice, e bibliotecaria[41].
- La maggiore biblioteca (circa 50.000 volumi) in una struttura esclusivamente ricettiva è probabilmente The Literary Man di Obidos (Portogallo)[42].

## Bibliografia

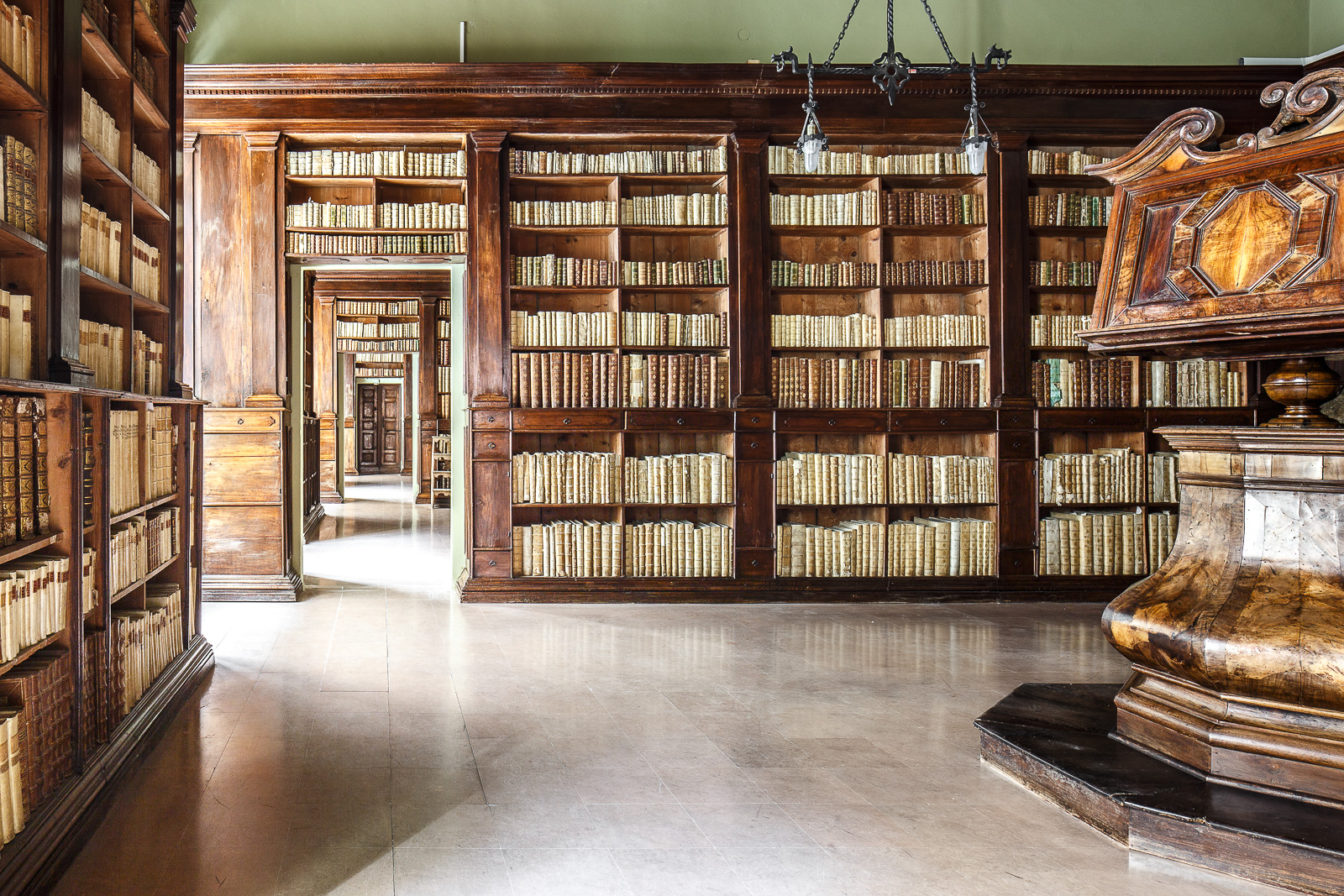
La Biblioteca Gambalunghiana, a Rimini

### Articoli introduttivi
- Carlo Federici, Beni culturali e ambientali. Beni librari, in Enciclopedia italiana di scienze, lettere e arti, Appendice 2000, vol. 1. A-La, Roma, Istituto della Enciclopedia italiana, 2000, pp. 168–170
- Armando Petrucci, Beni culturali e ambientali. Beni librari, in Enciclopedia italiana di scienze, lettere e arti, V appendice 1979-1992, vol. 1. A-D, Roma, Istituto della Enciclopedia italiana, 1991, pp. 342–343
- Igino Poggiali, Biblioteca, in Enciclopedia italiana di scienze, lettere e arti, Appendice 2000, vol. 1. A-La, Roma, Istituto della Enciclopedia italiana, 2000, pp. 196–201
- Giovanni Solimine, Biblioteca, in Enciclopedia italiana di scienze, lettere e arti, V appendice 1979-1992, vol. 1. A-D, Roma, Istituto della Enciclopedia italiana, 1991, pp. 358–360
- Chiara Gaetani, Il bookcrossing, moderno esempio di lettura nomadica. La necessità di farsi trovare dove la lettura transita, in Bollettino AIB, Vol. 48 n. 2/3 (settembre 2008), pp. 190–195
- Fabio Venuda, Biblioteche "fatte in casa". Biblioteche condominiali, in Biblioteche Oggi, dicembre 2014, pp. 16–24, DOI: 10.3302/0392-8586-201410-015-1

### Libri
- Antonella Agnoli, Le piazze del sapere. Biblioteche e libertà, Roma-Bari, Laterza, 2009, ISBN 978-88-420-8991-9
- Nerio Agostini, La gestione della piccola biblioteca. Manuale della One Person Library, Milano, Editrice Bibliografica, 2005, ISBN 88-7075-637-8
- Nerio Agostini, 025.006 8 One-person Library, in Biblioteconomia. Guida classificata, a cura di Mauro Guerrini, condirettore Gianfranco Crupi, a cura di Stefano Gambari, collaborazione di Vincenzo Fugaldi, prefazione di Luigi Crocetti, Milano, Editrice Bibliografica, 2007, ISBN 978-88-7075-634-0, pp. 281–282
- Viola Ardone, Il manuale del bibliotecario, Rimini, Maggioli, 2011, ISBN 978-88-387-5943-7
- Massimo Belotti (a cura di), Verso un'economia della biblioteca. Finanziamenti, programmazione e valorizzazione in tempo di crisi, Milano, Editrice Bibliografica, 2011, ISBN 978-88-7075-697-5
- Maria Pia Carosella e Maria Valenti (a cura di), Documentazione e biblioteconomia. Manuale per i servizi di informazione e le biblioteche speciali italiane, presentazione di Paolo Bisogno, Milano, Franco Angeli, 1987
- Giuliana Casartelli e Marco Muscogiuri (a cura di), La biblioteca nella città, Roma, AIB, 2008, ISBN 978-88-7812-188-1
- Lionel Casson, Biblioteche del mondo antico, Milano, Sylvestre Bonnard, 2003, ISBN 88-420-3256-5
- Guglielmo Cavallo, Le biblioteche nel mondo antico e medievale, Roma-Bari, Laterza, 2004, ISBN 978-88-420-3256-4
- Dario D'Alessandro, Il codice delle biblioteche. Legislazione delle biblioteche in Italia, Milano, Editrice Bibliografica, 2. edizione, 2007, ISBN 978-88-7075-648-7
- Marina Della Bella, Manuale del bibliotecario, Rimini, Maggioli, 2001, ISBN 88-387-1947-0
- Vincenzo Fugaldi, 025 Attività delle biblioteche, in Biblioteconomia. Guida classificata, a cura di Mauro Guerrini, condirettore Gianfranco Crupi, a cura di Stefano Gambari, collaborazione di Vincenzo Fugaldi, prefazione di Luigi Crocetti, Milano, Editrice Bibliografica, 2007, ISBN 978-88-7075-634-0, pp. 244–248
- Anna Galluzzi, Biblioteche per la città. Nuove prospettive di un servizio pubblico, Roma, Carocci, 2009, ISBN 978-88-430-4888-5
- Fred Lerner. The Story of Libraries: from the Invention of Writing to the Computer Ages. New York, The Continuum Publishing Company, 1998. ISBN 0-8264-1114-2
- Gabriele Mazzitelli, Che cos'è una biblioteca, Roma, Carocci, 2005, ISBN 88-430-3322-0
- Paolo Messina (a cura di), Andare in biblioteca, Bologna, Il Mulino, 1998, ISBN 88-15-06601-2
- Marco Muscogiuri, Architettura della biblioteca. Linee guida di programmazione e progettazione, prefazione di Antonio Padoa Schioppa, introduzione di Antonella Agnoli, Milano, Edizioni Sylvestre Bonnard, 2.edizione, 2005, ISBN 88-86842-88-0
- Marco Muscogiuri, Biblioteche. Architettura e progetto, Rimini, Edizioni Maggioli, 2009, ISBN 978-88-38-74257-6
- J.F. O'Gorman, The Architecture of the monastic Library in Italy, New York, 1972, ISBN 0-8147-6152-6.
- Stefano Olivo, La gestione delle biblioteche in Italia. Sviluppo e prospettive di un servizio pubblico locale, Cargeghe, Documenta, 2010, ISBN 978-88-6454-044-3
- Alberto Petrucciani, Riccardo Ridi, Guida alle fonti di informazione della biblioteconomia, Roma, Associazione Italiana Biblioteche, 1996, ISBN 88-7812-036-7
- Riccardo Ridi, La biblioteca come ipertesto. Verso l'integrazione dei servizi e dei documenti, Milano, Editrice Bibliografica, 2007, ISBN 978-88-7075-662-3
- Riccardo Ridi,  Biblioteche, enciclopedie e web: utopie convergenti (PDF), su eprints.rclis.org. URL consultato il 29 gennaio 2021 (archiviato dall'url originale il 5 aprile 2016). In Pensare le biblioteche. Studi e interventi offerti a Paolo Traniello, a cura di Angela Nuovo, Alberto Petrucciani e Graziano Ruffini, Roma, Sinnos, 2008, ISBN 978-88-7609-131-5 pp. 385–402
- Riccardo Ridi, Fabio Metitieri, Biblioteche in rete. Istruzioni per l'uso, Roma-Bari, Laterza, 2008
- Alfredo Serrai, Guida alla biblioteconomia, edizione aggiornata a cura di Maria Cochetti, Firenze, Sansoni, 1995, ISBN 88-383-1665-1* Giovanni Solimine, Controllo bibliografico universale, Roma, Associazione Italiana Biblioteche, 1995, ISBN 88-7812-030-8
- Giovanni Solimine, La biblioteca. Scenari, culture, pratiche di servizio, Roma-Bari, Laterza, 2004, ISBN 88-420-7383-0
- Giovanni Solimine e Paul Gabriele Weston (a cura di), Biblioteconomia: principi e questioni, Roma, Carocci, 2007, ISBN 978-88-430-4071-1
- Paolo Traniello, Le voci di interesse bibliografico e biblioteconomico nelle enciclopedie italiane, in Bollettino AIB, 33 (1993), n. 2, pp. 149–165
- Paolo Traniello, Legislazione delle biblioteche in Italia, Roma, Carocci, 1999, ISBN 88-430-1282-7
- Paolo Traniello, Storia delle biblioteche in Italia. Dall'Unità ad oggi, con scritti di Giovanna Granata, Claudio Leombroni, Graziano Ruffini, Bologna, Il Mulino, 2002, ISBN 88-15-08848-2
- Paolo Traniello, Biblioteche e società, Bologna, Il Mulino, 2005, ISBN 978-88-15-10802-9
- Paolo Traniello, 027.007 22 Storiografia bibliotecaria, in Biblioteconomia. Guida classificata, a cura di Mauro Guerrini, condirettore Gianfranco Crupi, a cura di Stefano Gambari, collaborazione di Vincenzo Fugaldi, prefazione di Luigi Crocetti, Milano, Editrice Bibliografica, 2007, ISBN 978-88-7075-634-0, pp. 244–248
- Natale Vacalebre, COME LE ARMADURE E L'ARMI. Per una storia delle antiche biblioteche della Compagnia di Gesù. Con il caso di Perugia, Premessa di Edoardo Barbieri, Firenze, Olschki, 2016, ISBN 9788822264800
- Roberto Ventura, 020 Biblioteca, in Biblioteconomia. Guida classificata, a cura di Mauro Guerrini, condirettore Gianfranco Crupi, a cura di Stefano Gambari, collaborazione di Vincenzo Fugaldi, prefazione di Luigi Crocetti, Milano, Editrice Bibliografica, 2007, ISBN 978-88-7075-634-0, pp. 162–167
- Roberto Ventura, Vincenzo Fugaldi, 020 Tipi di biblioteca, in Biblioteconomia. Guida classificata, a cura di Mauro Guerrini, condirettore Gianfranco Crupi, a cura di Stefano Gambari, collaborazione di Vincenzo Fugaldi, prefazione di Luigi Crocetti, Milano, Editrice Bibliografica, 2007, ISBN 978-88-7075-634-0, pp. 167–173
- Roberto Ventura, La biblioteca rende. Impatto sociale e economico di un servizio culturale, Milano, Editrice Bibliografica, 2011, ISBN 978-88-7075-698-2